# Erixestus pachyneuron
Erixestus pachyneuron är en stekelart som beskrevs av Grissell och De Santis 1987. Erixestus pachyneuron ingår i släktet Erixestus och familjen puppglanssteklar. Inga underarter finns listade i Catalogue of Life.